# Horanewa
Horanewa, auch horanäva, horanava, horanawa (Plural horane), ist ein kurzes kegelförmiges Doppelrohrblattinstrument der Singhalesen in Sri Lanka, das zusammen mit verschiedenen Röhrentrommeln bera in der buddhistischen Ritualmusik und in der Begleitmusik zu mehreren Volkstheatern gespielt wird. Die horanewa ist das einzige einheimische Melodieinstrument der Singhalesen, sie ist mit der nordindischen shehnai und anderen Kegeloboen vom Typ der persischen surnai verwandt.

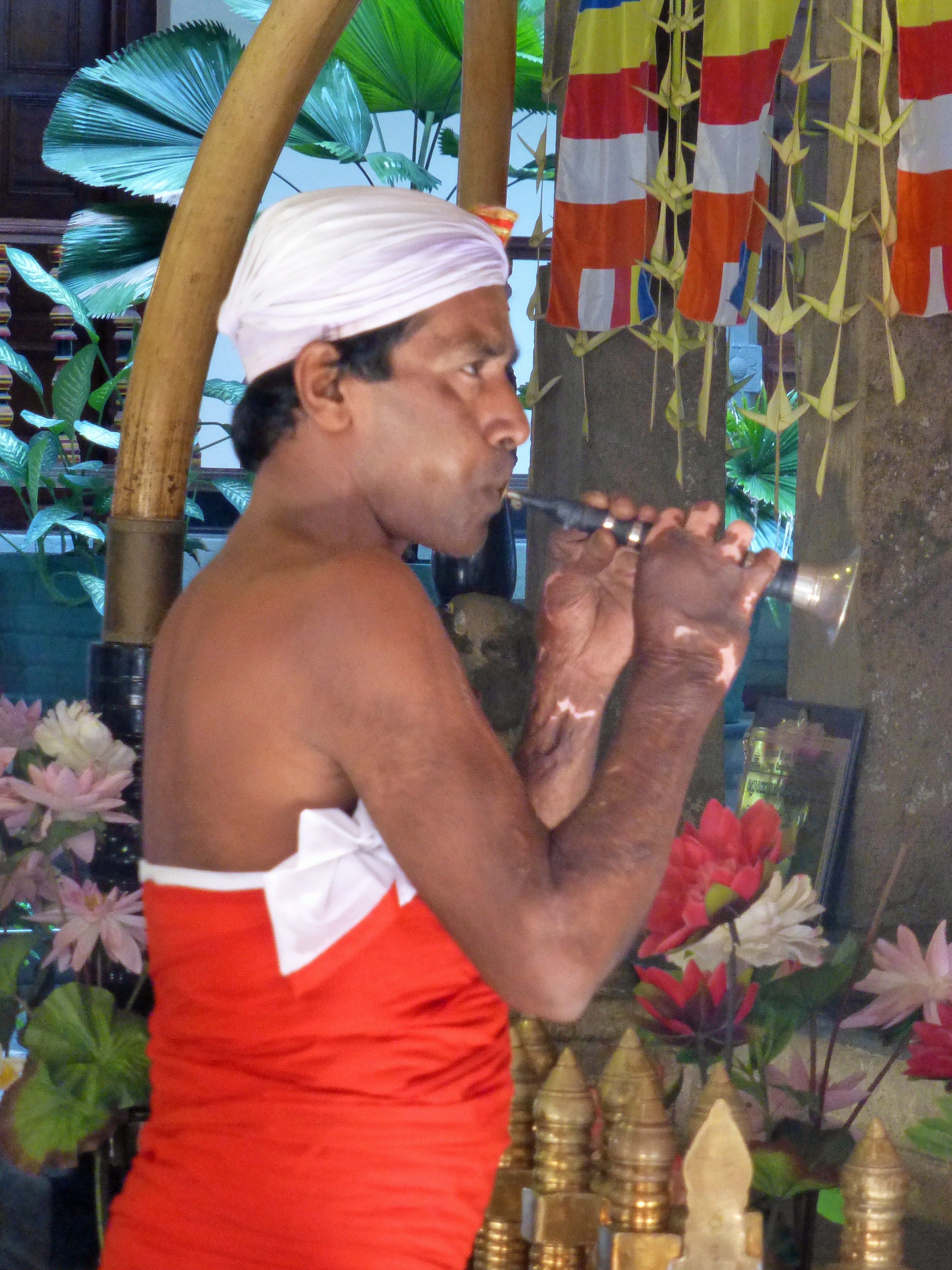
Ein Musiker im Sri Dalada Maligawa („Zahntempel“) von Kandy spielt horanewa.

## Herkunft und Verbreitung
In der traditionellen singhalesischen Musik Sri Lankas kommen auffallend wenige Typen von Musikinstrumenten vor. Nach der Lehre des Theravada-Buddhismus, zu der sich die Singhalesen bekennen, werden keine Götter verehrt und die Erlösung aus dem Kreislauf des Lebens (Samsara) kann nur individuell erlangt werden, sodass im Tempel religiöse Rituale und gemeinschaftliches Musizieren nicht erforderlich sind. Die Einschätzung von Musik und anderen Künsten als „weltlicher“, überflüssiger Luxus geht auf einen in der Lehrrede Dasa Dhamma Sutta enthaltenen Satz Buddhas zurück, wonach ihm Schönheit nichts bedeute. Die dennoch vorhandene Ritualmusik mit mehreren Trommeltypen und gelegentlich einer horanewa gehört zum Bereich der buddhistischen Volksreligion und anderer im Volk verankerter Glaubenspraktiken.
Die horanewa ist das einzige melodiefähige Blasinstrument in der traditionellen Musik der Singhalesen. Keine melodische Funktion haben zwei andere Blasinstrumente: das Schneckenhorn und die Naturtrompete kombu, die im Wesentlichen nur einen Ton hervorbringen und bei manchen Ritualen kurzzeitig zum Einsatz kommen. Die traditionelle Klassifikation von Musikinstrumenten in Sri Lanka (panchaturya) kennt nicht vier Hauptgruppen wie in Indien, sondern fünf, wobei die Bedeutung der ersten drei Bezeichnungen in den alten buddhistischen Schriften unterschiedlich interpretiert wird. Atata, vitata und atatavitata stehen für einfellige und zweifellige Trommeln (Kesseltrommeln, Rahmentrommeln und Röhrentrommeln), alternativ mit der Hand oder mit einem Stock geschlagene Trommeln. Ghana fasst metallene Idiophone wie Zimbeln (talampata) zusammen und susira bezeichnet Blasinstrumente, also im Wesentlichen die horanewa.
Aus dem ältesten überlieferten tamilischen Werk Silappatikaram, das zu den fünf großen tamilischen Epen gezählt und in das 1. Jahrhundert n. Chr. datiert wird, geht hervor, dass es damals in Südindien eine hoch entwickelte Musikkultur mit professionellen Musikern gab, die Trommeln, Flöten, Harfen (vina) und Rohrblattinstrumente spielten. Die genannten Instrumente dienten demnach zusammen mit Gesang der Begleitung von Tanzdarbietungen.
In Nordindien werden Rohrblattinstrumente ab den Jahrhunderten unmittelbar vor und nach der Zeitenwende an Skulpturen nachweisbar, die unter dem Einfluss iranischer, griechischer und zentralasiatischer Einwanderer entstanden. Reliefs am Stupa von Sanchi (1. Jahrhundert v. Chr.) und aus Gandhara (Anfang 1. Jahrhundert n. Chr.) lassen ein Blasinstrument mit konischer Bohrung, aber ohne Schallbecher und ohne Lippenstütze erkennen. Die frühen Abbildungen von mutmaßlichen Doppelrohrblattinstrumenten widerlegen die Ansicht, Kegeloboen seien erst im Zuge der muslimischen Eroberungen ab dem Ende des 1. Jahrtausends nach Südasien gekommen. Beim Relief von Sanchi sind auf der einen Seite des Oboenspielers zwei Musiker mit geraden Langtrompeten und auf der anderen zwei Trommler zu sehen. Abgesehen von unterschiedlichen Details der Formen repräsentiert diese Abbildung eine frühe Vorstufe des persischen Naubat-Militärorchesters mit der Kesseltrommel naqqara, der Langtrompete karna und dem Doppelrohrblattinstrument surnā. Ob es eine Kontinuität der abgebildeten Instrumente im Verlauf des 1. Jahrtausends gab oder ob die in Indien nach dem 8. Jahrhundert und vor allem in der Mogulzeit für militärische und repräsentative Zwecke gebrauchte Orchesterformation gänzlich unabhängig aus dem Orient eingeführt wurde, ist unklar.
Der Name shehnai für die heute in Nordindien auch in der klassischen Musik gespielte Kegeloboe geht auf arabisch-persisch surnā zurück. Dieses Wortumfeld ist vom Balkan (Trommel-Oboen-Ensemble tapan-zurle) über die Türkei (zurna), Myanmar (hne) bis nach China (suona) und Malaysia (serune) verbreitet. Andere Bezeichnungen für denselben Instrumententyp sind neben horanewa im Niger algaita, in Thailand pi chanai sowie in Indonesien tarompet und preret. In Indien sind einige Kegeloboen unter Abwandlungen des Namens mavari oder madvari bekannt, der erstmals in dem zwischen dem 6. und 8. Jahrhundert – vor den muslimischen Eroberungen in Südasien – verfassten Werk Brihaddeshi des Musikgelehrten Matanga vorkommt. In Sanskrittexten des 12. und 13. Jahrhunderts wird die Form der so bezeichneten Rohrblattinstrumente näher beschrieben. Der Name blieb in mehreren in der regionalen Volksmusik gespielten Kegeloboen erhalten, darunter mohori in Odisha und tangmuri im äußersten Nordosten Indiens. Als wahrscheinlichste Wortherkunft gilt Alastair Dick (2014) zufolge Arabisch mizmar. Dileep Karanth (2005) hält diese etymologische Verbindung und damit die Herkunft der südasiatischen Kegeloboe aus dem Mittleren Osten für unwahrscheinlich. Mukhavina für eine kurze südindische Kegeloboe ist eine Bezeichnung aus dem Sanskrit, die seit dem 12./13. Jahrhundert erwähnt wird, und kuzhal für eine ähnliche Kegeloboe im südindischen Bundesstaat Kerala steht seit dem 1. Jahrtausend auf Tamil auch für eine Flöte. Am weitesten ist in Südindien die lange nadaswaram verbreitet.
Die indonesischen Kegeloboen tarompet, preret und andere im Malaiischen Archipel belegen, dass dieser Instrumententyp zu einer frühen Zeit von den muslimischen Einwanderern in entfernte, nicht-islamische Kulturen überging. In der Paliliteratur Sri Lankas aus dem 13. Jahrhundert werden Kegeloboen erwähnt – also ein Jahrhundert bevor islamische Eroberer Südindien erreichten. Die Namen horana (zu horanewa) und nagasura (zu nadaswaram) kommen im Palitext Saddharma-ratnavaliya des 13. Jahrhunderts im Zusammenhang mit Blasinstrumenten vor. Für die islamische Musikkultur ist die Kombination aus Röhrentrommel und Kegeloboe typisch: in der Türkei davul und zurna, in Kaschmir dohol und swarnai (surnay), in Südindien tavil und nadaswaram. Dileep Karanth schließt nicht aus, dass auch diese Ensembleformation in der indischen Volksmusik vor Ankunft der muslimischen höfischen Militärorchester vorhanden gewesen sein könnte. Im Saddharma-ratnavaliya wird der Instrumentenname davura im Zusammenhang mit anderen ceylonesischen Trommeln, genannt bera, erwähnt. Im Thupavamsa, einer im 13. Jahrhundert auf Pali verfassten Chronik Sri Lankas, wird neben dem Blasinstrument horana auch die Trommel davul erwähnt. Der türkisch-persische Trommelname setzt nicht notwendig die Verwendung einer mit der muslimischen Kultur übermittelten Trommel in Sri Lanka voraus, sondern kann darauf verweisen, dass in Regionen, die vor der innovativen muslimischen Kultur abgeschirmt waren, deren und einheimische Bezeichnungen austauschbar verwendet wurden. Karanth folgert daraus, dass es wie im Malaiischen Archipel oder in abgelegenen Regionen des Himalaya in Sri Lanka die Kombination von Trommel und Oboe (dawula und horanewa) bereits vor der Ankunft des Islams gab. Dort gehörten und gehören sie zur religiösen und zeremoniellen Musik.

## Bauform

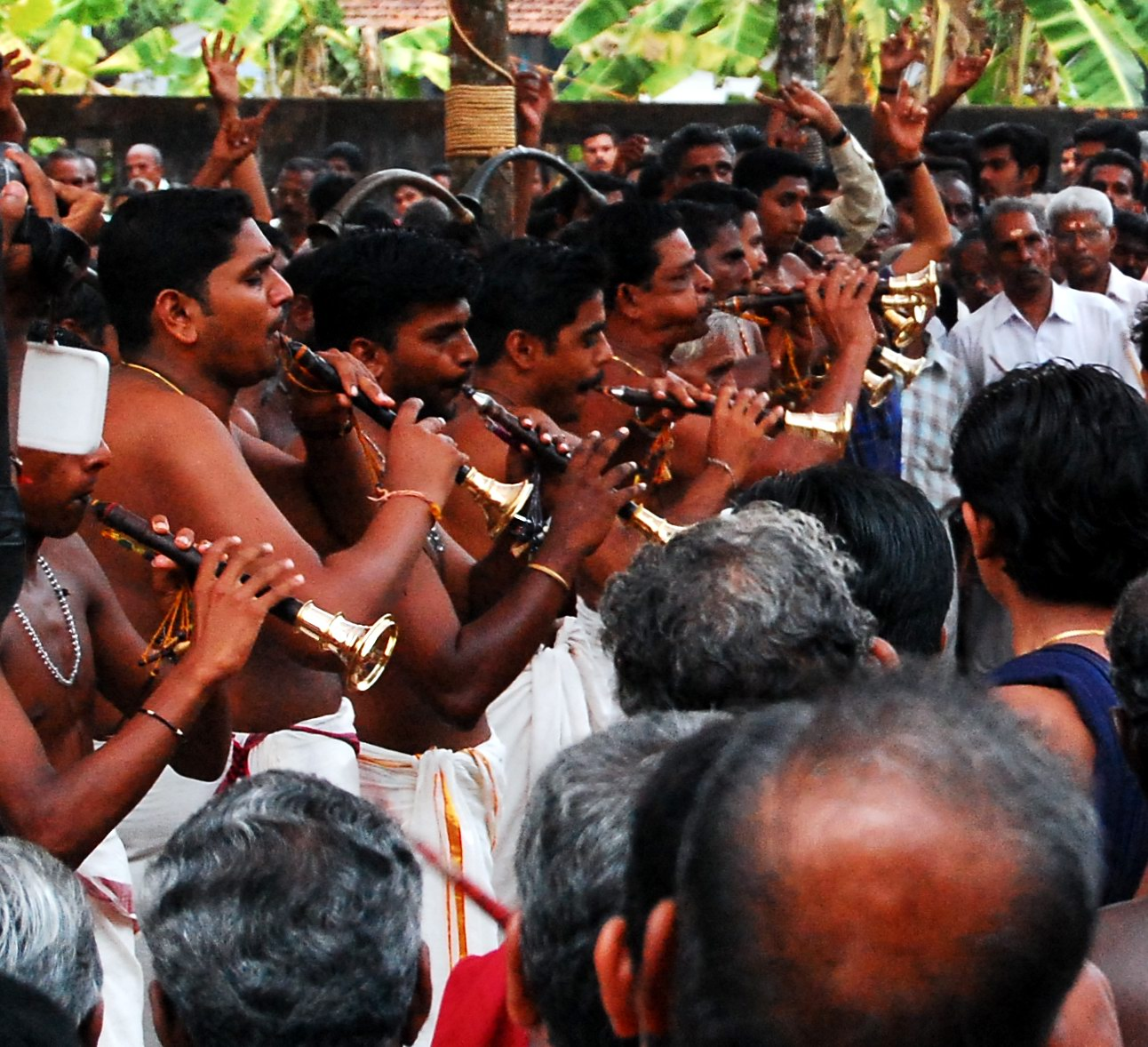
Kuzhal-Spieler bei einem Tempelfest in Kerala. Die kuzhal besitzt keine Pirouette, ihre Form ist ansonsten mit der horanewa vergleichbar.

Die horanewa gehört wie die shehnai in Nordindien und die kuzhal in Südindien zu den kurzen, hoch und schrill klingenden Kegeloboen. Die Gesamtlänge beträgt 28 bis 33 Zentimeter, wovon etwa 7 Zentimeter auf einen trichterförmigen Schallbecher (muhukkuwa) aus Messing (auch Kupfer oder Silber) entfallen. Die leicht konische Spielröhre (horane kanda oder nale kanda) besteht aus ceylonesischem Ebenholz (Diospyros ebenum, singhalesisch kaluwara) oder einem anderen Hartholz, etwa Pericopsis mooniana (singhalesisch nedun, Familie der Hülsenfrüchtler), Gliricidia sepium (singhalesisch wetahira), Tamarindenbaum oder Rote Frangipani (singhalesisch araliya). Geschätzt werden auch Spielröhren aus Elfenbein, Büffelhorn oder Geweih. Die Röhre besitzt wie die meisten indischen Doppelrohrblattinstrumente üblicherweise sieben Fingerlöcher (vith), aber kein Daumenloch. Häufig ist das Holz zwischen den Fingerlöchern mit umlaufenden farbigen Strichen oder Mustern dekoriert. Am oberen Ende ist ein schlankes konisches Mundstück (nalli kura) mit einer Pirouette und den Rohrblättern (ipiyawa) aufgesetzt. Die Rohrblätter werden aus der Spitze eines jungen Palmblatts ausgeschnitten, in Wasser mit etwas Kurkumapulver gekocht und an der Luft getrocknet. Danach reibt man den Blattstreifen zwischen den Fingern gerieben, damit er weicher wird und faltet ihn doppelt, sodass vier Rohrblätter parallel liegen, die mit einem Nylonfaden angebunden werden. Nur die beiden inneren Rohrblätter vibrieren, wenn sie angeblasen werden, an die äußeren legt der Spieler seine Lippen.
Bei einer 1994 gemessenen horanewa von 28 Zentimetern Länge ist die Spielröhre 15 Zentimeter lang und hat am oberen Ende einen Durchmesser von 13 Millimetern innen und 16 Millimetern außen. Am unteren Ende beträgt der Innendurchmesser 18 Millimeter und der Außendurchmesser 25 Millimeter, das heißt, die Wandstärke nimmt wie der Innendurchmesser nach unten zu. Dieses Instrument besitzt nur sechs Grifflöcher mit nicht wie sonst äquidistanten, sondern unterschiedlichen Abständen. Von Loch 6 zu Loch 1 betragen die Mittenabstände: 17,5 – 20 – 25,5 – 22 – 26 Millimeter. Manche Spielröhren aus Büffelhorn erlauben wegen ihrer beschränkten Länge nur fünf Fingerlöcher.
Der Tonumfang entspricht ungefähr einer Oktave und beginnt mit dem tiefsten Ton etwa bei a1. Mit sieben Fingerlöchern lassen sich acht Töne erzeugen. Die drei tiefsten Fingerlöcher werden selten verwendet. Eine tiefer klingende Variante mit 56 Zentimetern Gesamtlänge genannt dirgha horanewa („lange horanewa“) ist obsolet.
Den Maßen der horanewa wird wie bei den Röhrentrommeln eine mythologische Bedeutung zugeschrieben. Die Länge ist mit einer Handspanne und drei Fingerbreiten angegeben, wobei sich erstere auf den Gott der Musik, Pancasikka, bezieht, der die Kegeloboe bei der Erleuchtung des Prinzen Siddharta Gautama blies. Die drei Fingerbreiten stehen für die Drei Juwelen (also Buddha, Dharma und Sangha). Das Instrument soll als Auftrag des Götterkönigs Shakra (Sakka, Indra) an die übrigen Götter entstanden sein. Jedes Einzelteil wurde dem Ursprungsmythos zufolge von einer anderen Gottheit beschafft. Die Rohrblätter besorgte der Liebesgott Kamadenuwa (Kamadeva), das Mundstück Shiwa (Shiva), die Spielröhre Ganadewi (Ganesha) und den Schallbecher lieferte die Erdgöttin Mihikata (Bhudevi).

## Spielweise
Als einziges verwendbares melodiefähiges Musikinstrument ist die horanewa unverzichtbar für das buddhistische Tempelritual hewisi puja, für die Trommelmusik bei buddhistischen Prozessionen, perahera, und für drei singhalesische Volkstheaterformen: die Maskentheater kolam und sokari sowie das Drama nadagam. In allen Fällen wird die horanewa zusammen mit Trommeln zur Begleitung von Tänzen verwendet, jedoch in jeweils unterschiedlichen Spielweisen.
Die horanewa wird vielfach mit Zirkularatmung (singhalesisch dik ose, „lange Wiedergabe“) geblasen und geübte, meist ältere Spieler können diese Methode bei Prozessionen über mehrere Stunden beibehalten. Der hohe schrille Klang macht die horanewa für im Freien aufgeführte Musik und den Einsatz in Trommelensembles geeignet. Diese Klangfarbe lässt sich bei der Zirkularatmung nicht variieren und ist gleichbleibend laut, da sich die Rohrblätter vollständig im Mundraum des Spielers befinden und dort frei schwingen können. Sind zwei horane in einem Ensemble vorhanden, spielen beide unisono dieselbe Melodielinie.

### Hewisi
Das hewisi-Ensemble in buddhistischen Klöstern (Vihara) praktiziert dreimal täglich eine sabda puja oder hewisi puja genannte „musikalische Opferzeremonie“. In der Grundbesetzung werden hierfür allgemein eine große zweifellige Zylindertrommel dawula (daule, zu dhol und davul), ein Kesseltrommelpaar tamattama und eine horanewa benötigt. Für besondere Anlässe oder bei wohlhabenderen Tempeln wird diese Besetzung um ein Paar Handzimbeln talampata und ein Schneckenhorn erweitert. Beim Umschreiten des Stupas und während die Musikgruppe an einem der vier Tore ankommt, spielt sie jeweils besondere Rhythmen. Der Bläser produziert mit der horanewa eine Abfolge festgelegter Melodiemuster, die er auf komplexe Weise ausschmückt. Im zentralen Hochland kann eine Fasstrommel gata bera und im Tiefland an der Südwest- und Südküste eine schlanke Zylindertrommel yak bera dieses Ensemble ergänzen.
Neben den täglichen Tempelritualen wird das hewisi-Ensemble auch bei Begrüßungszeremonien für Mönche und für Zeremonien mit Reliquien bei verschiedenen Anlässen gebraucht. Die größte Prozession (perahera) mit hunderten Trommlern, Tänzern und etlichen horanewa-Spielern ist der jährlich stattfindende prunkvolle Umzug Esala Perahera am berühmtesten buddhistischen Tempel Sri Lankas, dem Sri Dalada Maligawa („Zahntempel“) in Kandy, während der das Zahnheiligtum auf einem Elefanten durch die Stadt getragen wird. Ferner spielt die horanewa bei der Ankunft buddhistischer Mönche bei Beerdigungen, in der Begleitmusik, wenn die Prozession zum Bestattungsplatz geht und bei den anschließenden Zeremonien.
Im Zahntempel von Kandy findet die tägliche „musikalische Opferung“ frühmorgens, mittags und abends als thevava-Zeremonie statt, bei der außer horanewa-Spieler mehrere Trommler mitwirken, die eine Vielzahl von Trommelrhythmen produzieren. Die drei Zeremonien heißen aluyam dure (morgens), dahawal pujawa oder mädiyam dure (mittags) und handä dure (abends). Hinzu kommt das wöchentliche Ritual nanumura mangalle, die Bade- oder Salbungszeremonie zu Ehren der Zahnreliquie. Es gibt darüber hinaus weitere wöchentlich stattfindende Rituale mit Trommeln und horanewa, die zusammenfassend poya hewisi genannt werden. Besonders bedeutsam ist der glückverheißende Rhythmus magul bere. Außer nach ihrer rituellen Funktion wird die Musik auch nach den eingesetzten Instrumenten eingeteilt: Bera hewisi wird auf einer Röhrentrommel gespielt, dawul hewisi auf einer großen Zylindertrommel, horane hewisi auf der Kegeloboe und hakgedi hewisi auf dem Schneckenhorn.
Außer dem Einsatz in buddhistischen Klöstern werden hewisi-Ensembles auch bei kleinen buddhistischen Tempeln und Götterschreinen (devale) gebraucht. Dort werden heilige Schriften rezitiert und Esswaren für die Götter geopfert. Die Zeremonien der hewisi-Ensembles vor den Götterschreinen heißen kemmura hewisi und finden mittwochs, donnerstags und manchmal samstags statt.

### Kolam

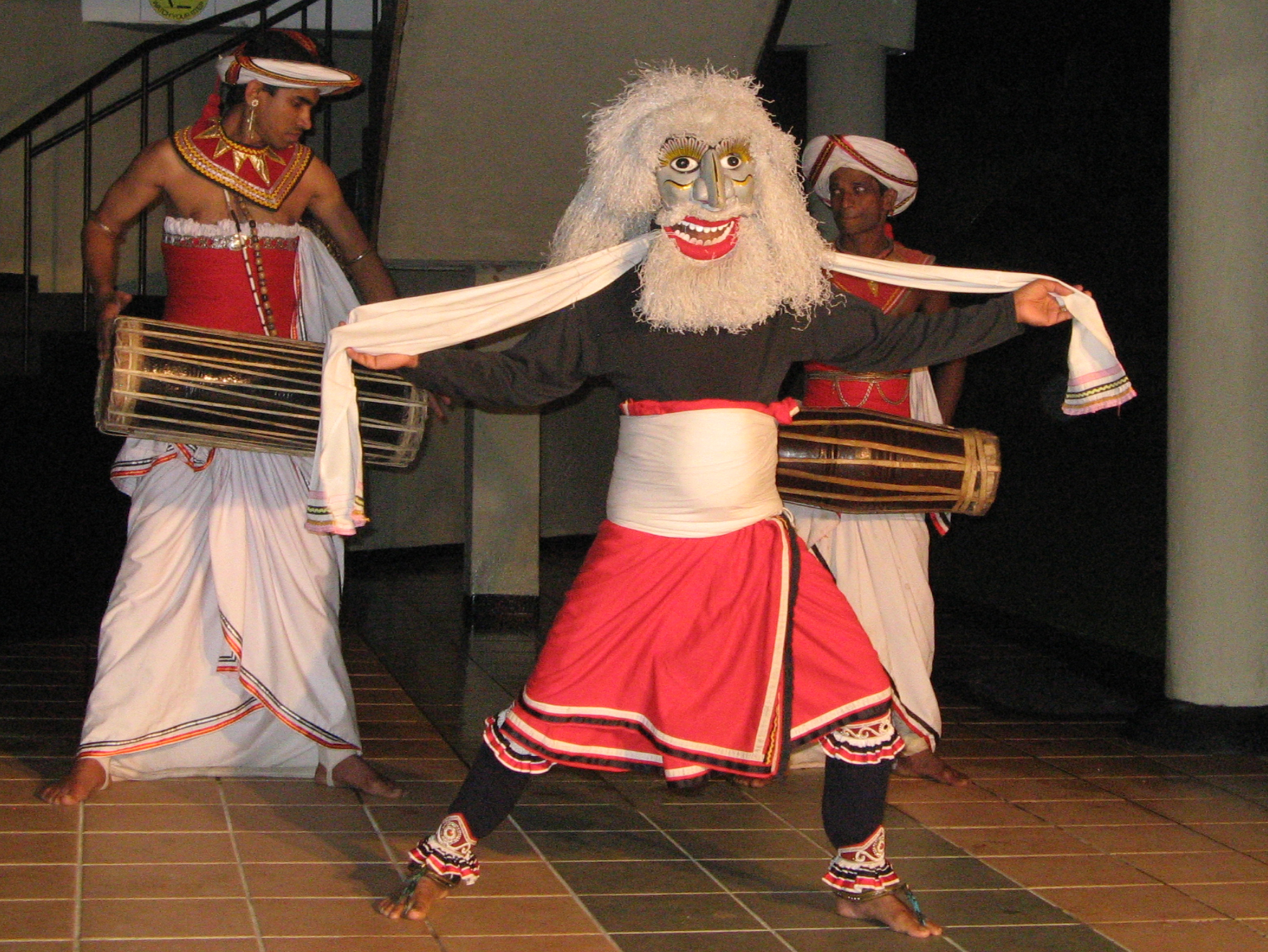
Maskentanz kolam in Kandy. Links Zylindertrommel yak bera, rechts Fasstrommel gata bera.

Kolam ist ein rituelles Maskentheater, das nur an der Südwestküste Sri Lankas vorkommt. Es stammt ursprünglich aus Südindien und wurde von der Fischerkaste Karawa mitgebracht, die es bei festlichen Anlässen aufführt. Die Rollen beider Geschlechter werden von Männern gespielt, ebenso die Musikinstrumente: die Zylindertrommel yak bera und die horanewa. Auf eine Eröffnungszeremonie zu Ehren Buddhas folgen eine ähnlich standardisierte Erzählung um den Besuch eines mythischen Königspaares und danach eine freie Abfolge von Tänzen und einzelnen Geschichten aus dem Dorfleben. Fast durchgängig wird das Maskentheater von der yak bera begleitet. Nur zur Eröffnung ist ein Schneckenhorn und in wenigen Szenen die horanewa zu hören. Einige Tänzer tragen Schellenbänder (gejji) oder Fußringe (silambu) an den Fußgelenken.

### Sokari
Beim Volkstheater sokari tragen zwei oder drei der Darsteller einfache Masken. Es wird als Kult für die Schutz- und Fruchtbarkeitsgöttin Pattini vereinzelt im Hochland von Kandy gezeigt. Sokari gehört wie das ebenfalls mit Pattini verbundene Erntefest gammadu und der Ritualtanz Kohomba kankariya zur Anrufung des Dämons Kohomba Yaka (ein yaka) zu den landwirtschaftlichen Ritualen und Regenkulten der Dorfbewohner. Es findet während des singhalesischen Neujahrs (März/April) statt. Die Erzählung handelt von einem Mann und seiner schönen Frau Sokari, die sich zusammen mit ihrem Diener aus der unteren Paraiyar-Kaste (benannt nach der Trommel parai) von Südindien aufmachen, um sich in Sri Lanka niederzulassen. Dort werden die Erlebnisse der Frau und ihr Wunsch nach Nachkommen ausgebreitet, was einen Fruchtbarkeitskult illustriert. Alle Rollen werden von Männern dargestellt. Die Begleitmusiker für die Szenen spielen die Fasstrommel gata bera, die Sanduhrtrommel udakki (in Südindien idakka) und die horanewa.

### Nadagam
Das singhalesische Volksdrama nadagam mit hinduistischen, buddhistischen und christlichen Themen wurde in den Küstenorten ab Mitte des 18. Jahrhunderts aufgeführt, gewann aber erst in der zweiten Hälfte des 19. Jahrhunderts an Popularität. Nadagam wurde aus Südindien mutmaßlich vom tamilischen Volkstheater nattukuttu oder vom Straßentheater therukuthu beeinflusst.
Zu Beginn rezitiert ein Erzähler den Inhalt der Spielhandlung und führt die einzelnen Figuren ein. Die Musik besitzt eine erkennbar tamilische Herkunft, wird jedoch im singhalesischen Stil aufgeführt. Die musikalische Besetzung besteht aus zwei Spielern der tamilischen Fasstrommel maddala, die sich gegenübersitzen. Hinzu kamen bei früheren Vorstellungen eine horanewa und ein Handzimbelpaar talampata (thalampota). Heute werden anstelle des traditionellen Melodieinstruments üblicherweise eine Violine, eine Bambusflöte und ein Harmonium verwendet.
Rituelle oder unterhaltende Volkstheater, bei denen ein Begleitensemble mit Trommeln und Doppelrohrblattinstrument unverzichtbar dazu gehört, sind auch aus anderen Regionen Südasiens bekannt. Ein Beispiel ist das Theater bhand pather in Kaschmir mit einer tausendjährigen Geschichte. Die Musiker spielen das Kesseltrommelpaar nagara, die Fasstrommel dohol und die Kegeloboe swarnai (größer als die nordindische shehnai).